# Madame Rasimi
Madame  Bénédicte Rasimi (Chazelles sur Lyon, Francia, 1 de marzo de 1870-XVIII Distrito de París, Francia, 15 de enero de 1954) fue una pionera corista, bataclana, vedette y directora teatral francesa, que incursionó en Argentina, imponiendo un nuevo estilo musical.

## Carrera
Madame Rasimi fue una popular cantante que impuso un modo diferente de lucir y de presentar obras teatrales en pleno apogeo de la Primera Guerra Mundial. Asociada a la famosa casa Souplet y Rasimi, elaboraba ella misma los cientos de trajes que hizo lucir, al mismo tiempo que trabajaba con los pintores y diseñadores más destacados de su época como Natalia Gontcharova, Gran, Erté, Jean Pantanos, Freddy Wittop, Picabia, J. Renee Souef, entre otros.
En Lyon, la sugestiva ciudad de las sedas, abrió un modesto taller de costura, pero pronto se impuso por su talento, mezcla de buen gusto y audacia. Luego de su divorcio con un famoso empresario de la época, se dirigió al desacreditado teatro Pavillon Chinois y lo transformó en el legendario "Bataclan".
En 1917 creó la obra  L'Orient Merveilleux con la que sorprendió con su vestuario y escenografías en el teatro parisino, realizadas por Erté Romain de Tirtoff. En esta obra la acompañó Maurice Chevalier, Marie Dubas, Raimu, Cécile Sorel y Mistinguett, quien fuese, esta última, la creadora de famosas obras de le época como Mon homme y La java, entre muchas otras.
En 1920 visitó Buenos Aires, específicamente el Teatro Ópera, con su compañía del teatro parisino Ba Ta Clan (ex teatro Roma) junto a sus bellas coristas, ofreciendo una exitosa serie de espectáculos en escenarios porteños causando gran sensación,. Junto a ella también estuvo Léon Volterra. Fue el importante empresario Humberto Cairo quien le permitió su llegada al país, y entre las artistas más conocidas que se lucieron en su espectáculo se encontraban Tita Merello, Carmen Lamas, Iris Marga, Consuelo Mayendia y Nadíah Kaily (una bailarina hindú). Luego el 13 de julio de 1922 incursionó con una obra que tuvo mayor repercusión titulado Paris-Chic.

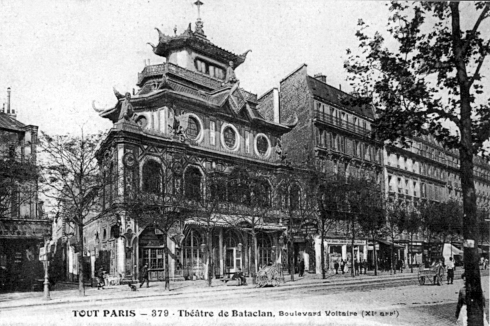
Fotografía del gran teatro the Bataclan alrededor de 1900.

Lo que madame Rasimi enseñó fue el aprovechamiento de los conjuntos y cierto buen gusto en la presentación. De los batallones de auténticas chicas que ella traía, educadas militarmente en tradicionales academias de cuerpos de baile, nacieron las chicas porteñas, improvisadas bailarinas que quemaron todas las etapas de la profesión. Aquí las nuevas bataclanas se presentaban envueltas en plumas, "strass", lentejuelas, o en minúscula y provocativa ropa interior. Las provocativas prendas insinuaban un misterioso fetichismo en el público, que las prefería antes que el desnudo total a que los acostumbraba el cabaret.
Su gran improvisación en el país provocó un gran revuelo ya que motivó a una importante renovación del modelo estructural del legendario teatro argentino, con la alternancia de números musicales y coreográficos "scketches" humorísticos que lo aproximaban al Music hall, es decir, de la fantasía antinaturalista, de la permanente metamorfosis y del deslumbramiento visual. Constituyó algo como un sacrilegio en el teatro de Roberto Cano.
En el teatro porteño actuaba Linda Thelma a quien llamaron la reina de la canción criolla. Vestía traje de hombre en sus representaciones. Madame Rasimi la llevó a París para que cantara tangos en el Moulin Rouge. Allí triunfó decididamente y sus éxitos se continuaron en Buenos Aires.
Rasimi contrató a artistas locales, se los llevó con ella de gira, los llevó a un nuevo lugar, contrató a otros y generalmente sembraba un fructífero caos musical dondequiera que iba.
Otra de las famosas vedettes que acompañó a Rasimi en sus giras, además de Mistinguett fue Joséphine Baker, una famosa bailarina y cantante francesa de espectáculos de variedades y cabaret, y que también incursionó como actriz cinematográfica.
Junto a su repertorio triunfó exitosamente en otros países como fue en el caso de Brasil, en el que presentó en más de tres oportunidades en 1926, sus sorprendentes shows en Río de Janeiro, donde se presentó en el Teatro Lírico; traía consigo una orquesta de "americanos negros", cuyo líder fue el percusionista Gordon Straight, Jonh Forester, trombón, y Paul, clarinete y trompeta, quien fue más tarde sustituido por el músico brasileño Acioly.  Rasimi le preguntó al baterista Carlos Blassifera ("Carlito") para formar un grupo de jazz que acompañaría a su compañía en las giras a São Paulo, Salvador y Recife, con posibilidad de viajar a Europa. Aparte del líder, también incluyó a otros músicos: Donga (guitarra y banjo), Sebastião Cirino (trompeta), Augusto Vasseur (piano), João Wanderley (violín), Orosino de Souza (saxofón) y Zé Povo (trombón). Después del show C'est Paris en Lisboa, la banda se separó y ella viajó a París por su cuenta. También había hecho lo mismo en Montevideo, Uruguay (1923), donde presentó a la famosa Mistinguett, y posteriormente en México (1925). En 1926 la gira latinoamericana fue un fracaso comercial, plagada de insurrecciones locales y otros obstáculos imprevistos. Madame Rasimi se vio obligada a renunciar a su teatro de París, que se convirtió, posteriormente, en una sala de cine en 1930.
A lo largo de sus sorprendentes presentaciones recibió fuertes críticas en ciertos países, como en Brasil en el año 1922, en el que tomaban a dichos shows como algo injurioso, Rasimi envió una respuesta a la prensa de la Gazeta de Noticias.
Desde 1930 se dedicó a dirigir una importante firma de costura teatral, apartada por sus años, del trajín vertiginoso de otros tiempos.

## Vida privada
Se casó en los últimos años del siglo XIX con el dueño del popular casino de Lyon, Monsieur Rasimi, del cual utilizó su apellido como el artístico. También colaboró junto con él en el desarrollo y negocio de dicho casino, hasta que se convirtió en el primer teatro frívolo de Francia. Cuando se separa de éste se dirigió a París donde desarrollo su importante carrera.

## Fallecimiento
La octogenaria Madame Rasimi, falleció  en 1954 por causas naturales en la ciudad de Montmartre, Francia.